# Werner Jacobi (Politiker, 1907)
Werner Jacobi (* 18. Januar 1907 in Dortmund; † 5. März 1970 in Köln) war ein deutscher Jurist und Politiker der SPD.

## Leben und Beruf
Werner Jacobi war der Sohn des Politikers Wilhelm Jacobi und der Rosa Jacobi geb. Illfelder. Nach dem Abitur studierte Jacobi, der evangelischen Glaubens war, Rechts- und Staatswissenschaften. Er legte 1931 die juristische Staatsprüfung ab und war als Landgerichtsrat tätig. 1933 wurde er von den Nationalsozialisten entlassen und lebte als kaufmännischer Angestellter in der Metallindustrie. 1937 wurde er wegen Vorbereitung zum Hochverrat verhaftet und später von 1937 bis 1945 im Konzentrationslager interniert.
1946 wurde Jacobi Oberbürgermeister von Iserlohn.
Von 1946/47 war Jacobi stellvertretender Chefredakteur der „Westfälischen Rundschau“. Von 1947 bis 1950 arbeitete er als Staatskommissar gegen Korruption und Verwaltung in Nordrhein-Westfalen. In dieser Eigenschaft baute er auch die I-Stelle, den Vorläufer des Nordrhein-Westfälischen Landesamtes für Verfassungsschutz auf. Anschließend war er Beigeordneter des Deutschen Städtetages. 1955 kandidierte er für den Posten des Oberbürgermeisters von Mannheim, unterlag jedoch gegen den parteilosen Hans Reschke. Ab 1956 war er Hauptgeschäftsführer des Verbandes kommunaler Unternehmen (VKU).

## Partei
Jacobi trat 1923 in die SPD ein. Er gehörte zum Hofgeismarer Kreis um Ernst Niekisch. 1927 war er an der Gründung des Deutschen Republikanischen Studentenbundes beteiligt. 1945 beteiligte er sich am Wiederaufbau der SPD und wurde Vorsitzender des kommunalpolitischen Beirates beim SPD-Parteivorstand.

## Abgeordneter
Jacobi war 1947 bis 1950 Abgeordneter des Landtages von Nordrhein-Westfalen und 1947/48 Mitglied des Zonenbeirates der britischen Besatzungszone.
Er gehörte dem Deutschen Bundestag von dessen erster Wahl 1949 bis zu seinem Tode 1970 an. 1969 gewann er das Direktmandat im Wahlkreis Iserlohn, nachdem er vorher stets über die Landesliste der SPD Nordrhein-Westfalen ins Parlament eingezogen war. Er war 1952/53 stv. Vorsitzender des Bundestagsausschusses für Kommunalpolitik und von 1953 bis 1957 Vorsitzender des Bundestagsausschusses für Bau- und Bodenrecht. Von 1962 bis 1965 und 1969 bis zu seinem Tode war er stv. Vorsitzender des Bundestagsausschusses für Wohnungswesen, Städtebau und Raumordnung.

## Öffentliche Ämter
1945 wurde er Landrat des Kreises Iserlohn. Von 1946 bis 1949 war er Oberbürgermeister von Iserlohn.

## Ehrungen
In Iserlohn ist ein Platz in der Innenstadt nach ihm benannt.
Werner Jacobi wurde 1968 mit dem Großen Bundesverdienstkreuz ausgezeichnet.